# Ферндейл (Вашингтон)
Ферндейл (англ. Ferndale) — місто (англ. city) в США, в окрузі Вотком штату Вашингтон. Населення — 15 048 осіб (2020).

## Географія
Ферндейл розташований за координатами 48°51′3″ пн. ш. 122°35′19″ зх. д. / 48.85083° пн. ш. 122.58861° зх. д. (48.850827, -122.588631).  За даними Бюро перепису населення США в 2010 році місто мало площу 17,34 км², з яких 17,13 км² — суходіл та 0,22 км² — водойми. В 2017 році площа становила 18,28 км², з яких 18,08 км² — суходіл та 0,20 км² — водойми.

## Демографія
Згідно з переписом 2010 року, у місті мешкало 11 415 осіб у 4210 домогосподарствах у складі 3025 родин. Густота населення становила 658 осіб/км².  Було 4428 помешкань (255/км²).
Расовий склад населення:
| - 83,1 % — білих - 3,6 % — азіатів - 2,6 % — корінних американців - 1,0 % — чорних або афроамериканців - 0,2 % — вихідців з тихоокеанських островів - 5,2 % — осіб інших рас |

До двох чи більше рас належало 4,2 %. Частка іспаномовних становила 12,0 % від усіх жителів.
За віковим діапазоном населення розподілялося таким чином: 29,1 % — особи молодші 18 років, 60,0 % — особи у віці 18—64 років, 10,9 % — особи у віці 65 років та старші. Медіана віку мешканця становила 34,2 року. На 100 осіб жіночої статі у місті припадало 94,5 чоловіків;  на 100 жінок у віці від 18 років та старших — 90,8 чоловіків також старших 18 років.
Середній дохід на одне домашнє господарство  становив 64 369 доларів США (медіана — 51 875), а середній дохід на одну сім'ю — 76 698 доларів (медіана — 71 328). Медіана доходів становила 50 180 доларів для чоловіків та 34 798 доларів для жінок. За межею бідності перебувало 15,6 % осіб, у тому числі 21,4 % дітей у віці до 18 років та 10,1 % осіб у віці 65 років та старших.
Цивільне працевлаштоване населення становило 5440 осіб. Основні галузі зайнятості: освіта, охорона здоров'я та соціальна допомога — 21,5 %, виробництво — 17,6 %, будівництво — 10,5 %, роздрібна торгівля — 8,1 %.